# Stylops nipponicus
Stylops nipponicus  (лат.) — вид веерокрылых насекомых рода Stylops из семейства Stylopidae. Япония (Хонсю, Яманаси).
Длина цефалоторакса 0,84 мм, максимальная ширина 0,82 мм; интермандибулярное расстояние 0,14 мм. Характеризуется субтреугольной формой цефалоторакса с округлыми углами и резким поперечно прямым передним преоральным краем, мелкими размерами. 
Паразиты пчёл вида Andrena (Simandrena) nippon (Andrena, Andrenidae). Близок к виду Stylops yamatonis, обнаруженному на пчёлах Andrena (Simundrena) yamato. 
Вид был впервые описан в 1990 году японскими энтомологами Тэйдзи Кифунэ (Kifune Teiji; Department of Parasitology, School of Medicine, Университет Фукуоки, Фукуока) и Ясуо Маэтой (Maeta Yasuo; Division of Environmental Biology, Faculty of Agriculture, Университет Симанэ, Япония) и именован по видовому названию пчелы-хозяина.
В одной из новых работ по роду Stylops  в ходе анализа ДНК авторами (Straka et al., 2015) рассматривается в качестве предположительного синонима вида ?=Stylops yamatonis Kifune & Hirashima, 1985 (в статусе «Supposed new junior subjective synonym», что на 2018 год не подтверждено соответствующими профильными базами данных, например, Eol.org и Strepsiptera database).